# (1379) Lomonosowa
(1379) Lomonosowa ist ein Asteroid des Hauptgürtels, der am 19. März 1936 von dem russischen Astronomen Grigori Nikolajewitsch Neuimin in Simejis entdeckt wurde.
Der Asteroid ist dem russischen interdisziplinären Wissenschaftler Michail Wassiljewitsch Lomonossow gewidmet.